# Vlasotince (općina)
Vlasotince (srpski: Општина Власотинце) je općina u Jablaničkom okrugu u Srbiji. Središte općine je grad Vlasotince.

## Stanovništvo
Prema popisu stanovništva iz 2002. godine općina je imala 	34.302 stanovnika, većinsko stanovništvo čine Srbi.

## Administrativna podjela
Općina Vlasotince podjeljena je na jedan grad i 48 naselja.

### Naselja
Aleksine,
Batulovce,
Boljare,
Borin Dol,
Brezovica,
Crna Bara,
Crnatovo,
Dobroviš,
Donja Lomnica,
Donja Lopušnja,
Donje Gare,
Donji Dejan,
Donji Prisjan,
Gložane,
Donja Lomnica,
Gornja Lopušnja,
Gornji Dejan,
Gornji Orah,
Gornji Prisjan,
Gradište,
Jakovljevo,
Jastrebac,
Javorje,
Komarica,
Konopnica,
Kozilo,
Kruševica,
Kukavica,
Ladovica,
Lipovica,
Orašje,
Prilepac,
Pržojne,
Ravna Gora,
Ravni Del,
Samarnica,
Skrapež,
Sredor,
Stajkovce,
Svođe,
Šišava,
Zlatićevo